# Leptomastidea acanthococci
Leptomastidea acanthococci är en stekelart som beskrevs av Svetlana N. Myartseva 1980. Leptomastidea acanthococci ingår i släktet Leptomastidea och familjen sköldlussteklar.
Artens utbredningsområde är Turkmenistan. Inga underarter finns listade i Catalogue of Life.